# 椎野うい
椎野 うい（しいの うい、1998年2月8日 - ）は、日本の元タレント、元グラビアアイドル。東京都出身。ケイエイチプロモーションに所属していた。

## 来歴
2017年5月にアイドルユニット『美少女伝説』のメンバーとして加入し活動。
現在は芸能界を引退して一般職に就いている。

## 出演

### DVD
- 美少女伝説（2017年6月23日、スパイスビジュアル）[3]
- 美少女伝説 ハニートリップ（2017年8月25日、スパイスビジュアル）共演：平野もえ
- 初々（2017年10月20日、竹書房）[4]
- 白肌の香り（2018年1月26日、スパイスビジュアル）
- 弾けるピーチ（2018年4月26日、スパイスビジュアル）共演：佐々野愛美